# خوسيه سيلفانو
خوسيه سيلفانو (بالإسبانية: José Silvano)‏ (20 مايو 1980 بميورقة في إسبانيا - ) هو لاعب كرة قدم إسباني في مركز الوسط. شارك مع منتخب إسبانيا تحت 16 سنة لكرة القدم. أما مع النوادي، فقد لعب مع نادي غيخيليو ونادي فيسينداريو ونادي كونستانسيا ونادي لاس بالماس وUD Fuerteventura ‏ وCD Mensajero ‏ وUD Gáldar ‏ وSD Tenisca ‏ وUD Las Palmas Atlético ‏.

## وصلات خارجية
- خوسيه سيلفانو على موقع قاعدة بيانات كرة القدم.إي يو (الإنجليزية)
- خوسيه سيلفانو على موقع Soccerway.com (الإنجليزية)